# IRAC
IRAC(아이랙)은 Issue(주제), Rule(규정), Application(적용), Conclusion(결론)으로 나뉘는 영미법 분석틀을 말한다. 미국 로스쿨 논술시험의 기본틀이기도 하다.

## 각 영역

### 주제
주어진 사안에서 결론을 내는데에 필요한 법적인 논점을 제시한다.

### 규정
법적인 논점이나 문제를 해결하기 위해 적용할 법적인 근거, 관련 법규나 판례법을 제시한다.

### 적용
규정을 주어진 사안에 적용시켜 이 법적문제가 어떻게 해결되며 왜 이 규정이 이 문제에 적용가능한지를 간단 명료하게 설명한다.

### 결론
주제에서 제시된 문제에 대한 답을 내리며 새로운 주제나 정보는 포함되지 않는다.

## 비판
법률문제를 너무 공식화 단순화한다는 비판이 있다.

## 같이 보기
- 준비서면

## 참고 문헌
- 이상윤, 영미법, 법문사, 2003.